# 雷克斯·约翰斯顿
雷克斯·约翰斯顿（英語：Rex Johnston，1950年10月7日—），澳大利亚男子草地滚球运动员。他曾代表澳大利亚参加1990年、1994年、1998年和2002年英联邦运动会草地滚球比赛，获得一枚金牌和一枚银牌。